# 長谷川潾二郎
長谷川 潾二郎（はせがわ りんじろう、1904年1月7日 - 1988年1月28日）は、日本の画家。猫の絵で有名。また、地味井 平造（じみい へいぞう）の筆名で探偵小説を執筆した小説家でもある。

## 生涯
1904年、父・長谷川清（後に淑夫に改名）、母・長谷川ユキの二男として函館に生まれる。長兄に、牧逸馬・林不忘・谷譲次の三つのペンネームを用いて活躍した作家の長谷川海太郎がおり、弟には、ロシア文学者で詩人の長谷川濬（三男）、作家の長谷川四郎（四男）がいる。
旧制函館中学（現・北海道函館中部高等学校）卒業。中学の同級生に、探偵小説家・編集者の水谷準がいた。その後、画家を志して1924年に上京し、松本泰が大家をつとめる下宿で、水谷と共同生活を送る。
1931年、画の勉強のためパリへ渡る。数年滞在する予定だったが約1年で帰国。1988年、84歳で死去。墓所は多磨霊園。

## 作品

### 絵画
- 『ハリストス正教会への道』（1923年） - 地元の風景を描いた作品。
- 『窓とかまきり』（1930年）
- 『道（巴里郊外）』（1931年）
- 『時計のある門』（1935年）
- 『バラ』（1938年）
- 『早春の岬（伊東付近）』（1941年）
- 『猫』（1966年） - 6年かけて愛猫のタローを描いた。
- 『玩具と絵本』（1979年） 描かれている本は彼が幼い息子の光児に贈った『もじゃもじゃペーター』。
- 『アイスクリーム』（1981年）

『道（巴里郊外）』、『バラ』、『早春の岬（伊東付近）』、『猫』は洲之内コレクションとして宮城県美術館に収蔵されている。
『ハリストス正教会への道』はおかざき世界子ども美術博物館、『玩具と絵本』は「藤井コレクション」として岡崎市美術博物館に収蔵されている。
- 2010年には彼の絵のポストカードが発売された。
- 2011年と2012年には彼の絵を集めたカレンダーが出版されている。
- 『猫』は『洲之内徹が盗んでも自分のものにしたかった絵』の表紙にもなっている。

### 小説
地味井平造名義の探偵小説。作品はすべて短編である。
- 「煙突奇談」（『探偵趣味』1926年6月号）
- 「二人の会話」（『探偵趣味』1926年8月号）
- 「X氏と或る紳士」（『探偵趣味』1926年11月号）
- 「童話三つ」（『探偵趣味』1926年12月号）
- 「魔」（『新青年』1927年4月号）
- 「顔」（『新青年』1939年3月号）
- 「不思議な庭園」（『新青年』1939年10月号）
- 「水色の目の女」（『新青年』1940年6月号）
- 「新稿・水色の目の女」（『幻影城』1975年9月号）[4]
- 「人攫い」（『幻影城』1976年1月号）

探偵小説は、中学時代からの友人で、『探偵趣味』の編集者だった水谷準の勧めで書かれたものである。兄の海太郎がアメリカ時代にウィリアム・ヘイズと名乗っており（「ヘイズ」は「長谷川」 Hasegawa を「長谷」 Hase と縮め、アメリカ英語風に発音したもの）、潾二郎にジミーという英語名をつけたため、ジミー・ヘイズをもじった「地味井平造」を筆名とした。作家活動は余技にすぎず、画業に熱中するうちに執筆から遠ざかって行った。1939年になって、『新青年』編集長になっていた水谷の勧めで再び数編を執筆した。
水谷、松本泰・恵子夫妻、および中学の先輩である久生十蘭を除いて、他の探偵作家とのつきあいはほとんどなく、江戸川乱歩とも面識はなかったという。

## 個展
2010年には『平明･静謐･孤高－長谷川潾二郎展』が平塚市美術館で開催された。また2016年12月3日から2017年1月22日まで『藤井コレクション 長谷川潾二郎展』が岡崎市美術博物館で開催された。